# Doliwo
Doliwo – wieś w Polsce położona w województwie mazowieckim, w powiecie siedleckim, w gminie Mordy. Ma status sołectwa.
Wierni Kościoła rzymskokatolickiego należą do parafii Apostołów Szymona i Judy Tadeusza w Czołomyjach.
W latach 1975–1998 miejscowość administracyjnie należała do województwa siedleckiego.